# 1,4-Cikloheksadien
1,4-Cikloheksadien je visoko zapaljivi cikloalken. On je bezbojna čista tečnost.
1,4-Cikloheksadien i srodna jedinjenja se mogu pripremiti iz benzena koristeći litijum ili natrijum u tečnom amonijaku. Ovaj proces je poznat kao Birčova redukcija. Međutim, 1,4-cikloheksadien se lako oksiduje do benzena. Pokretačka sila te transformacije je formiranje aromatičnog prstena. Konverzija do aromatičnog sistema se može izvesti u laboratoriji koristeći alkene poput stirena, zajedno sa agensima transfera vodonika kao što je metal paladijum na ugljenoj podlozi.
γ-Terpinen je derivat 1,4-cikloheksadiena koji se javlja u prirodi, u esencijalnim uljima korijandra, limuna, i kima.

## Literatura
1. ↑  „1,4-cyclohexadiene - Compound Summary”. PubChem Compound. USA: National Center for Biotechnology Information. 27. 3. 2005. Identification and Related Records. Приступљено 12. 10. 2011.
2. ↑   уреди
3. ↑  Evan E. Bolton; Yanli Wang; Paul A. Thiessen; Stephen H. Bryant (2008). „Chapter 12 PubChem: Integrated Platform of Small Molecules and Biological Activities”. Annual Reports in Computational Chemistry. 4: 217—241. doi:10.1016/S1574-1400(08)00012-1.
4. ↑  Clayden, Jonathan; Greeves, Nick; Warren, Stuart; Wothers, Peter (2001). Organic Chemistry (I изд.). Oxford University Press. ISBN 978-0-19-850346-0.
5. ↑  Smith, Michael B.; March, Jerry (2007). Advanced Organic Chemistry: Reactions, Mechanisms, and Structure (6th изд.). New York: Wiley-Interscience. ISBN 0-471-72091-7.

## Spoljašnje veze
- Fotohemija 1,4-cikloheksadiena
- NIST hemijska veb-knjiga